# نگاوات
نگاوات (به اسپانیایی: Negavatio) واحد اندازه‌گیری است که توان ذخیره شده در یک فرایند به لطف یک فناوری یا رفتار را کمیت می‌کند و با وات مطابقت «منفی» دارد. این معیاری است که بازده انرژی یا صرفه جویی در انرژی به آن اندازه‌گیری می‌شود. این کلمه برای اولین بار توسط فیزیکدان و نویسنده تجربی آمریکایی، آموری لووینز، آموزش دیده در دانشگاه‌های هاروارد و آکسفورد استفاده شد و به همین دلیل او را خالق آن می‌دانند.

## تعریف
نگاوات یک واحد نظری اندازه‌گیری توان است و نشان دهنده انرژی ذخیره شده در واحد زمان است. به عبارت دیگر، مفهوم نگاوات برای اندازه‌گیری توان استفاده نشده در یک فرایند خاص استفاده می‌شود.
استفاده از نگاوات نوعی تشویق برای ایجاد انگیزه در مصرف‌کننده برای صرفه جویی در انرژی است. آموری لووینز مفهوم پس‌انداز را «تغییر نگرش مبتنی بر رفتار انجام کمتر برای مصرف کمتر» می‌داند. همچنین تمایزی بین صرفه جویی و کارایی در نظر می‌گیرد و دومی را به عنوان "کاربرد فن آوری‌ها و شیوه‌های خوب برای از بین بردن افراط، بر اساس نگرش انجام همان یا بیشتر با کمتر" تعریف می‌کند.
نگاوات را می‌توان در آینده با کمک سیستم‌های شبکه ای، کنتورهای هوشمند و سایر سیستم‌های نظارتی اندازه‌گیری کرد. با این حال، در حال حاضر، نگاوات را نمی‌توان دقیقاً اندازه‌گیری کرد، فقط می‌توان آن را با استفاده از سری زمانی مصرف انرژی محاسبه کرد.

## دامنه نگاوات
نگاوات را می‌توان از راه‌های مختلفی به دست آورد: بهبود عایق کاری و بهره‌وری انرژی ساختمان‌ها از طریق کنترل کافی گرمایش و تهویه مطبوع. با خانه‌های منفعل ; ترویج استفاده موقت از وسایل نقلیه و هم‌پیمایی ; ترجیح دادن حمل و نقل ریلی به ترافیک جاده ای؛ تشویق به استفاده از وسایل حمل و نقل عمومی

## منتقدان
برخی استدلال می‌کنند که مفهوم نگاوات می‌تواند مردم را از هدف کاهش مصرف منحرف کند و توجه آنها را به جای کاهش مصرف انرژی، که مشکل اصلی زیست‌محیطی است، بر صرفه جویی یا بهره‌وری متمرکز کند.

## کتابشناسی - فهرست کتب
- لووینز، آموری. (۱۹۸۹). انقلاب نگاوات مشکل CO2 را حل می‌کند. The Negawatt Revolution -- Solving the CO-2 Problem --
- لووینز، آل، و براونینگ، دبلیو. (۱۹۹۲). نگاوات برای ساختمان، زمین شهری. [پیوند مرده]
- بارترام، ال. راجرز، جی. و مویز، ک. (۲۰۱۰). تعقیب نگاوات: تجسم برای زندگی پایدار، گرافیک کامپیوتری و برنامه‌های کاربردی IEEE.
- فیکت، آل، جلینگز، سی و لووینز، آل. (۱۹۹۰). استفاده کارآمد از برق، Scientific American. http://www.nature.com/scientificamerican/journal/v263/n3/pdf/scientificamerican0990-64.pdf .
- نیکربوکر، بی. (۲۰۰۱). صرفه جویی در انرژی توسط «نگاوات»، Christian Science Monitor.
- مک‌کارتی، جی. (۲۰۰۸). نگاواتز، روستایی میزوری  Archivado
- Parfomak, P.، & Lave, L. (هزار و نهصد و نود و شش). نگاوات چند کیلووات است؟ تأیید پست، مجله انرژی.
- پروژه نگاوات: تغییر پارادایم مصرف انرژی خانواده (2010). The Negawatts Project: Changing the Paradigm of Family Energy Consumption | Research Highlights - MIT Portugal Program